# العمالقة: المواطن كابوتو (لعبة فيديو)

شعار اللعبة الرسمي

العمالقة: المواطن كابوتو، لعبة فيديو ثلاثية الأبعاد من «ألعاب التصويب»، مع عناصر إستراتيجية مرئية. كان المشروع الأول لـ«استوديوهات كوكب القمر»، التي تتألف من الموظفين السابقين لـ«الترفيه لامعة»  الذين عملوا في لعبة MDK . مرت «العمالقة» بأربع سنوات تنمية قبل نشرها من «الترفيه التفاعلي» في (6 ديسمبر 2000)لMicrosoft Windows. نشر منفذ Mac OS X عن طريق ماكبلاي في عام 2001 وتم تصدير اللعبة إلى بلاي ستيشن 2 أيضاً في وقت لاحق من تلك السنة.
يسيطر اللاعبون على شخصية واحدة من ثلاثة أعراق من الروبوتات لإكمال السلسة «القصة» أو لتحدي اللاعبين الآخرين في المباريات عبر الإنترنت. لكن يمكنهم تحديد «ميككارينس» مدججين بالأسلحة، ميككارينس مجهزة بحزم jet أو برمائية الصب «حصادها من البحر».
عنوان اللعبة «مواطن كابوتو» يشير إلى سباق التحديد الأخير، العملاق «الهادر» الذي يتمكن من تنفيذ هجمات  كبرى يطح أعدائه بها.
وضع «لاعب واحد» هو وضع كقصة متسلسلة، إذ يوضع اللاعب خلال سلسلة من البعثات، والعديد منها اختبار ردود الفعل للاعب في العمل مثل لعبة الألغاز.
وأشاد النقاد بلعبة العمالقة لحالتها  الفنية والرسومية، وقصة روح الدعاب، والنجاح في مزج  نوع  مع آخر. تركزت الانتقادات على اللعبة على العيوب في البرمجيات والعجز في ميزة حفظ اللعبة.
صحح إصدار وحدة التحكم بعض العيوب الموجودة في إصدارات الحواسيب الشخصية، متكلفة إزالة العديد من الميزات.
بيعت العمالقة بشكل سيئ في البداية لكل من ويندوز وبلاي ستيشن 2. ومع ذلك، فإنها بيعت بشكل جيد بعد ذلك واكتسبت اللعبة اتباعها.

## اللعب
في العمالقة: مواطن كابوتو، لاعبين ياخذون أدوار ثلاثة من اعراق الروبوت: مدججين ميككارينس وحصاده البحار (الفيتو)  كابوتو العملاق الساحر. يتم تعيين السيطرة المباشرة على شخصية واحدة لكل لاعب. مطوري اللعبة، «استوديوهات كوكب القمر»، خلقوا هذا التصميم لتشجيع اللاعبين على التركيز على العمل ولا يكونوا مثقلين بالإدارة الجزئية.
يمكن لللاعبين تخصيص الضوابط، والتي هي إلى حد كبير نفسها لكل سباق، مع اختلافات طفيفة بالقدرات
وضع «لاعب واحد» يتألف من سلسلة مهمات المرتبة كقصة جامعة لها.
وتتطلب كل مهمة إنجاز أهداف معينة للانتقال إلى المهمة التالية.
غالباً ما تكون الأهداف القضاء على الأعداء أو على بنية معينة، ولكن العديد من اختباراتهم للتنسيق بين عين ويد اللاعب في الحركة أو تتطلب من اللاعب إنقاذ وحماية بعض الوحدات.
اللاعبون يسيطرون على شخصياتهم من منظور شخص ثالث افتراضي؛ وجهة نظر الشخص الأول اختياري.
كل سباق له نمط الهجومية الخاصة به، ووضع خاص لحركة سريعة. قتل مخلوق يطلق طاقة التي تساعد في مداواة اللاعب أو تعطيه جوائز«اسلحة» إلى  محفظته (جامعته).
العناصر إستراتيجية المرئية تتكون من العمالقة لبناء قاعدة، وجمع الموارد، حيث الموارد هي كويكبات صغيرة تسمى 'Smarties'. وهناك عدد محدود من Smarties في المهمة، واللاعبين يجب أن يندفعوا لجمعهم، أو اختطافهم من بعضهم البعض لكسب ميزة.
اللاعبين أيضا يجمعون القوت ل Smarties لجعلها تعمل؛  اللاعبين الميككارين والحصادة  يطاردون الماشية«فيمبس» للحصول على اللحوم والنفوس باستمرار.
أن الخيارات في بناء قاعدة محدودة؛ اللاعبين لايستطيعون اختيار المواقع للهياكل أو إدارة القوى العاملة لديهم بالتفصيل. اللاعبين  المسيطرين على كابوتو ليسوا بحاجة إلى بناء قاعدة، بينما يحتاجون قوة الشخصيات وانتاج شخصيات تابعة بصيدهم للغذاء.
كابوتو يستهلك Smarties لزيادة حجمه والطاقة؛ في الحد الأقصى للحجم، ويمكن إنتاج وحدات أصغر مثل الديناصورات المرؤوسين.
لاستعادة صحته يأكل كابوتو ماشية «فيمبس» والوحدات الأخرى (اللاعب أو الكمبيوتر المسيطر عليها)
 وضع «المتعدد» يسمح بحد أقصى خمسة ميككارين، ثلاثة حصاده البحر، وكابوتو (واحد أو أكثر) للعب في كل دورة. نظرا ل عدم وجود لعبة على متصفح الخادم، ومشغلات الاتصال عبر«إمبلاير» الخدمات عبر الإنترنت أو غاميسبي ل نسخة ويندوز، و GameRanger لإصدارات نظام التشغيل Mac OS X .
إلى جانب معيار " تدمير كل قواعد العدو ووحداته " مهمات"، يتضمن وضع متعدد كـ مباريات الموت و " القبض على Smartie (أعلام)" - نوع من الألعاب- .
يسمح للاعبين إما أن يبدأوا مع قاعدة كاملة، أو ببناء واحدة من المؤسسات.

## القطعة (الأرض)
عالم لعبة العمالقة على «جزيرة» خيالية عبر الفضاء. ويتألف سطحها من المراعي والصحاري والغابات، وتحيط بها البحار الزرقاء.
اللاعبون يرون عالم اللعبة بمشهد افقي. في حين أن الأشياء البعيدة غير واضحة قليلا للشعور بالبعد. المهمات ل ميككارين توفر غطاء لإخفاء ما وراءها، ومساحات كبيرة من المياه ل حصادة، والمخلوقات ل كابوتو لتناول الطعام

### الشخصيات
كوكب القمر يعتمد على شخصيات اللاعب لتوفير تجارب اللعب المختلفة، ووضعت الشروط لجعل الشخصيات متميزة عن بعضها مع مزايا وعيوب فريدة من نوعها
- ميككارين يستخدم تكنولوجيا متطورة ويهاجم كمجموعة من قبل اللاعب القائد. لاعبي ميككارين«البنادق» و«الرياضة» و«المتفجرات» ولهم حقيبة الظهر التي توفر قدرات خاصة: مجموعات طائرة تسمح لللاعبين ان يطيروا فوق العقبات ويتغلبوا على الاعداء، وومجموعة «بوش» التي تموه الشخصية كشجيرة. في وضع لاعب واحد، وتولي اللاعب دور باز، زعيم مجموعة من ميككارين تضم جوردون بينيت، أبيب، وريج. عدة سيناريوهات في اللعبة تظهر باز مسؤول بالإحباط والتهاون مع غوردون وبينيت، وتل الفضوليين وريج! .
- حصادة البحر هي برمائية، «السباحين الروبوت». ولذلك، فإنها تستعيد الصحة عند دخولها الماء، و «بيرانهاس» اللعبة لا تهاجمها.لتتمكن من  السفر بسرعة على الأرض، يمكن للاعبين اعطاء «دفعة توربو» للحصادة في المناطق المستهدفة. يمكن لل حصادة استخدام السيوف والأقواس، ونوبات: مثل استدعاء عواصف أو أعاصير، في القتال. استوديوهات كوكب القمر  تصور في البداية ريبر واحد في البحر في شخصية لاعب مفرد هو: دلفي كــشرير، ولكنه في وقت لاحق يصبح له ضمير!
- كابوتو هو المخلوق الفخري للعبة، والوحيد من عرقه. في قصته سابقا: الحصادون خلقوا له وصيا، ولكن خرج عن نطاق السيطرة.
- المدير الإبداعي  تيم وليامز قدم «المواطن» عنوان ل كابوتو للإشارة إلى رغبة الشخصية للشعور بالانتماء إلى الجزيرة.مطور اللعبة وعلى غرار تلك الوحوش العملاقة في أفلام الوحوش الكلاسيكية جعل  هجمات كابوتو وسمح لهم باستخدام ضربات المصارعة الحرة والتقنيات الجوية مثل «قطرات الكوع»، والدوس بالقدم، و «التخبط بالجوار» ووصفها بأنها «مثل البطولات الجسمية، ولكن مع أقل كرامة». لتحقيق التوازن مع قوته، وهذه نقطة ضعف في وسطه اذ ينزل الضرر الثقيل عليه عندما يضرب. يمكن للاعبين الذين  يلعبون بالوحش العملاق استغلال نظرته من خلال فمه ل استهداف الفريسة

 للسباقات الغير قابلة للعب، صمم الفريق سمارتيز لديهم رؤوس متضخمة، ومنتفخة العينين، والشخصيات الغبية ل اللمسات الكوميدية. اللاعبين يعملون لل سمارتيز في حين عند الاندماج بها هناك المتعة. المكافأة مع ذلك، هي «مدفع عملاق». الأعداء القياسية تشمل الحرس ريبر (حصادة الذكور دون قدرة سحرية، الذين يخدمون الجنود والمشتركة)، وكذلك الحيوانات مثل كسارات insectoid  الوحش و Sonaks ، و Verms التي تشبه الخفافيش

## Legacy
On September 25, 2015, the independent studio Rogue Rocket Games, co-founded by Nick Bruty, former Planet Moon Studios founder, started a Kickstarter campaign for developing a new independent crowd-funded game said to be "the spiritual successor of Giants: Citizen Kabuto", titled First Wonder.